# Vejanje žita
Vejanje žita je poljoprivredna metoda koju su razvile drevne kulture za odvajanje žita od kukolja. Takođe se može koristiti za uklanjanje štetočina sa uskladištenog zrna. Vejanje obično sledi vršidbi u pripremi žita.
U svom najjednostavnijem obliku obuhvata bacanje smeše u vazduh tako da vetar oduva lakšu plevu, dok teža zrna padaju dole odakle se prikupe. Tehnike su uključivale upotrebu lepeze za vejanje (oblikovana korpa protresana da se podigne pleva) ili upotrebu alata (vila ili lopata za vitlanje) na gomili požnjevenog žita.

## U grčkoj kulturi
Lepeza za vejanje (λίκνον [], što takođe znači „kolevka”) predstavljena u obredima koji su se dodeljivali Dionisu i u Eleusinskim misterijama: „to je bio jednostavan poljoprivredni alat koji je preuzela i mistifikovala Dionisova religija”, primetila je Džejn Elen Harison. Dionisa Liknita („Dionisa od vetra koji provejava”) probudile su Dionizijske žene, u ovom slučaju zvane Tije, u pećini na Parnasu visoko iznad Delfa; vejačka lepeza se vezuje za boga povezanog sa misterioznim religijama sa poljoprivrednim ciklusom, ali su i smrtne grčke bebe takođe ležale u vejačkoj lepezi. U Kalimahovoj Himni Zevsu, Adrasteja polaže novorođenče Zevsa u zlatni liknon, njena koza ga doje i njemu je dat med.
U Odiseji, mrtva proročnica Tiresija kaže Odiseju da se veslom udalji od Itake sve dok mu putnik ne kaže da je to lepeza za vejanje (tj. dok Odisej ne dođe toliko daleko od mora da ljudi ne prepoznaju vesla), i tamo da sagradi svetilište Posejdonu.

## Kina
U Drevnoj Kini, metoda je poboljšana mehanizacijom razvojem rotacione vejačke lepeze, koja je koristila zglobasti ventilator za proizvodnju vazdušne struje. Ovo je predstavljeno u Vang Dženovoj knjizi Nong Šu iz 1313. godine.

## U Evropi
U Saskim naseljima poput onog koje je u Nortamberlandu identifikovano kao Bedeov Ad Gefrin (a sada se zove Jevring) eskavacionom rekonstrukcijom je pokazano da su zgrade imala naspramne ulaze. U stajama je promaja stvarana upotrebom ovih naspramnih dovratnika, i korišćena za provejavanje.
Tehnika koju su razvili Kinezi je usvojena u Evropi tek u 18. veku, kada su mašine za vejanje koristile „jedreni fen”. Rotacioni ventilatori za vejanje izvezen je u Evropu, a tamo su ga doneli holandski mornari između 1700. i 1720. godine. Smatra se da su ih dobivili iz holandskog naselja Batavia na Javi, Holandska Istočna Indija. Šveđani su u isto vreme uvezli takve sprave iz južne Kine, a jezuiti su nikoliko naprava iz Kine doneli u Francusku do 1720. godine. Do početka 18. veka, na zapadu nije bilo rotacionih vejačkih fenova.

## U Sjedinjenim Državama
Razvoj vejačke žitnice omogućio je plantažama pirinča u Južnoj Karolini da dramatično povećaju svoje prinose.

## Mehanizacija procesa
Godine 1737. Endru Rodžer, farmer na imanju Kavers u Roksbergširu, razvio je vejačku mašinu za kukuruz, nazvanu 'Faner'. Te naprave su bile uspešne i porodica ih je dugi niz godina prodavala širom Škotske. Neki od škotskih prezbiterijanskih sveštenka poprimali su te naprave grehom protiv Boga, jer je vetar bio nešto što je On posebno napravio, te je veštački vetar bio je drzak i nečist pokušaj uzurpiranja onog što pripada samom Bogu. Tokom industrijske revolucije, vejački proces je mehanizovan izumom dodatnih mašina, kao što su vejački mlinovi.

## Literatura
- Hong-Sen Yan & Marco Ceccarelli (2009), International Symposium on History of Machines and Mechanisms: Proceedings of HMM 2008, Springer, стр. 247, ISBN 978-1-4020-9484-2
- Needham, Joseph (1965). Science and Civilization in China, Vol. IV: Physics and Physical Technology, p.118.  978-0-521-05802-5
- Ulrich Vogel, Hans (1. 1. 2019). „Materials on Traditional Chinese Winnowing Machines”. Academia.edu.
- Yan, Hong Sen; Hsiao, Kuo-Hung (2014). Mechanisms in Ancient Chinese Books with Illustrations. Springer (објављено 13. 12. 2013). ISBN 978-3319020082.
- Ceccarelli, Marco; Cigola, Michela; Recinto, Giuseppe (2017). New Activities For Cultural Heritage: Proceedings of the International Conference Heritage. Springer. ISBN 978-3319883663.
- Lu, Yongxiang. A History of Chinese Science and Technology. 2. Springer. ISBN 978-3662513897.
- Randolph Barker; Robert W. Herdt; Beth Rose (1985), „Rice Milling”, The Rice Economy of Asia, 2, стр. 174—177, ISBN 978-0-915707-15-7
- Quick, Graeme R.; Wesley F. Buchele (1978). The Grain Harvesters. St. Joseph: American Society of Agricultural Engineers. ISBN 0-916150-13-5.
- Constable, George; Somerville, Bob (2003). A Century of Innovation: Twenty Engineering Achievements That Transformed Our Lives, Chapter 7, Agricultural Mechanization. Washington, DC: Joseph Henry Press. ISBN 0-309-08908-5.
- „About Combine harvesters”. Mascus UK.
- Biographical Dictionary of the History of Technology. Taylor & Francis. септембар 2003. ISBN 9780203028292.
- „The History of Combine Harvesters”. Cornways.
- „Sunshine header-harvester, c.1935”. collection.maas.museum. Архивирано из оригинала 30. 10. 2022. г. Приступљено 01. 07. 2023.
- Timesonline.co.uk, access date 31-09-2009 Архивирано 2020-05-11 на сајту
- „History of the Combine”. Historylink.com. Приступљено 18. 8. 2009.
- The John Deere Tractor Legacy, Don McMillan, Voyageur Press, 2003, page 118 with photo
- Remarkable Australian Farm Machines, Graeme R. Quick, Rosenberg Publishing, 2007, page 72.
- „Gleaner: 85 Years of Harvest History” (PDF). Gleaner Agco Company. 2008. стр. 8. Архивирано из оригинала (PDF) 23. 12. 2010. г.
- „La maquinaria que haría historia”. La Nacion (на језику: Spanish). 6. 11. 2004. Архивирано из оригинала 2011-06-06. г.
- Voorhis, Dan (6. 4. 2012Z). „Lyle Yost, founder of Hesston Industries, dies at age 99”. Wichita Eagle. Архивирано из оригинала 10. 8. 2014. г. Приступљено 12. 9. 2012.
- „Euro yellow combine”. Farmindustrynews.com. Архивирано из оригинала 2008-10-23. г. Приступљено 2009-11-15.
- Jordan, DK (24. 11. 2012). „Living the Revolution”. The Neolithic. University of California – San Diego. Архивирано из оригинала 29. 10. 2013. г. Приступљено 22. 4. 2013.
- „The Development of Agriculture”. National Geographic. Архивирано из оригинала 14. 4. 2016. г. Приступљено 22. 4. 2013.
- Hancock, James F. (2012). Plant evolution and the origin of crop species (3rd изд.). CABI. стр. 119. ISBN 978-1-84593-801-7. Архивирано из оригинала 4. 5. 2021. г. Приступљено 10. 2. 2021.
- UN Industrial Development Organization, International Fertilizer Development Center (1998). The Fertilizer Manual (3rd изд.). Springer Science and Business Media LLC. стр. 46. ISBN 978-0-7923-5032-3. Архивирано из оригинала 4. 5. 2021. г. Приступљено 10. 2. 2021.
- Serna-Saldivar, Sergio (2010). Cereal Grains: Properties, Processing, and Nutritional Attributes. стр. 535. ISBN 978-1-4398-8209-2. Архивирано из оригинала 2. 5. 2021. г. Приступљено 22. 6. 2015.
- Henry, R.J.; Kettlewell, P.S. (1996). Cereal Grain Quality. Chapman & Hall. стр. 155. ISBN 9789400915138.
- Ruhlman, Michael; Bourdain, Anthony (2007). The Elements of Cooking: Translating the Chef's Craft for Every Kitchen. Simon and Schuster. стр. 216. ISBN 978-1-4391-7252-0.
- „Industrial Strainers - Liquid Basket Strainer - Eaton Strainers”. industrialstrainer.com. Архивирано из оригинала 08. 05. 2018. г. Приступљено 28. 09. 2020.
- Finex, Russell. „Replacing Bag Filters with Self Cleaning Filters - Russell Finex”. www.russellfinex.com.
- Industries, Elcan. „High Energy Sieving Machine - Elcan Industries”. www.elcanindustries.com.

## Spoljašnje veze
- „Industrial Strainers - Liquid Basket Strainer - Eaton Strainers”. industrialstrainer.com. Архивирано из оригинала 08. 05. 2018. г. Приступљено 28. 09. 2020.
- Photo of Mansfield plantation winnowing house, Library of Congress
- Mansfield Plantation website